# Bryobia cerasi
Bryobia cerasi är en spindeldjursart som beskrevs av Hatzinikolis och Emmanouel 1991. Bryobia cerasi ingår i släktet Bryobia och familjen Tetranychidae. Inga underarter finns listade.